# Kuba-Imperial

Kuba-Logo (1950)

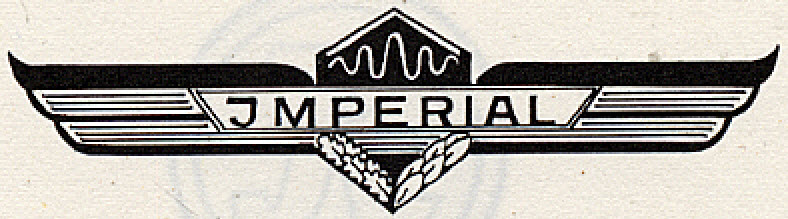
Imperial-Logo (1947)

Das Unternehmen Kuba-Imperial (auch Kuba) war ein Hersteller von „Tonmöbeln“, später auch Fernsehgeräten, damals auch „Braune Ware“ genannt. Das in Wolfenbüttel beheimatete Unternehmen der Unterhaltungselektronik bestand von 1948 bis 1972 und firmierte unter mehreren Namen.
Tonmöbel oder Musiktruhen waren Kombinationen von Radio und Plattenspieler in einem stilvollen Holzgehäuse, die zu der Zeit als Einrichtungsgegenstand auch ein Statussymbol darstellten. In teureren Exemplaren war zusätzlich ein Tonband- und/oder (Schwarz-Weiß)-Fernsehgerät integriert.

## Geschichte

Kuba-Musiktruhe „Dominante“

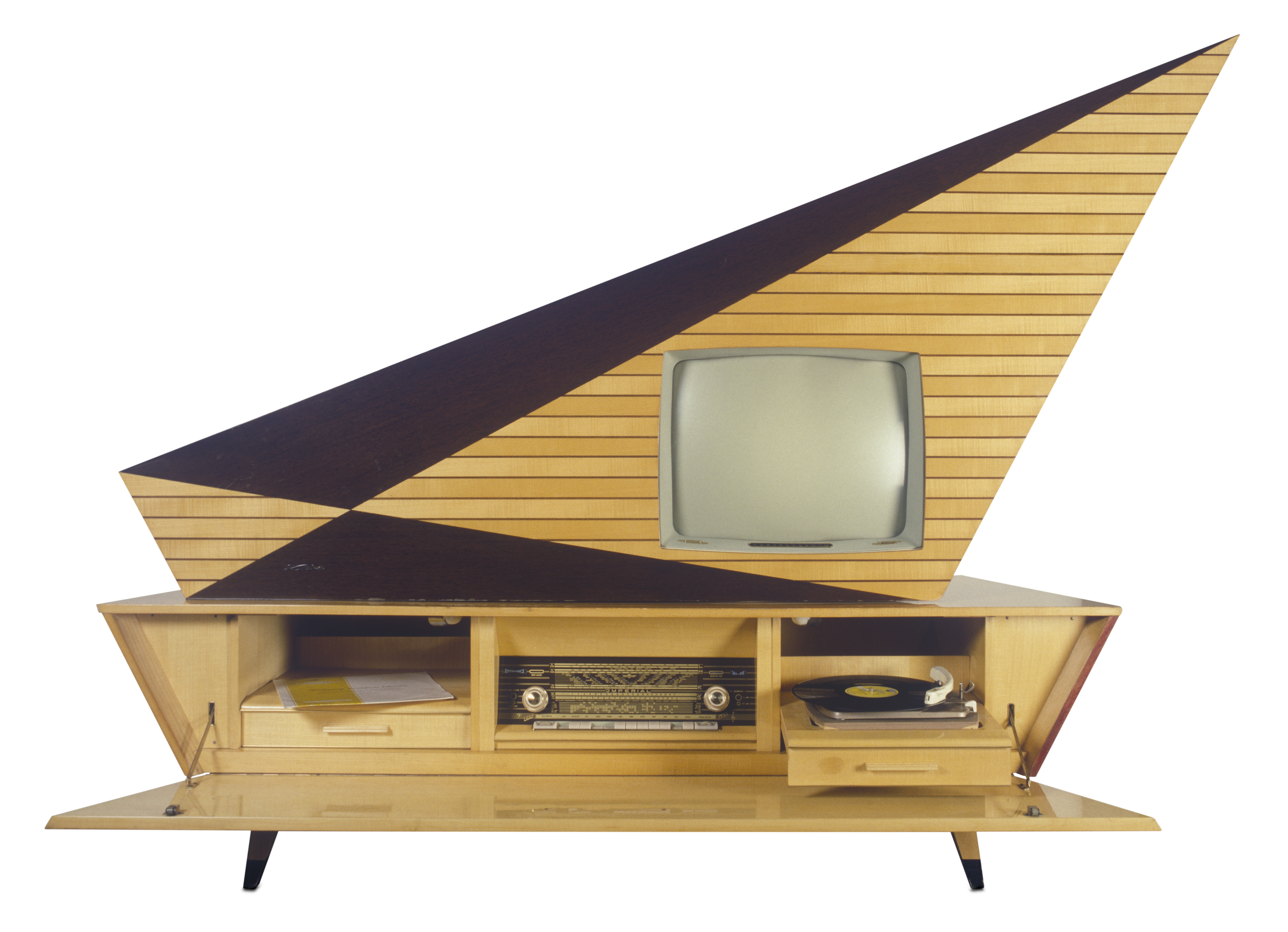
Kombinationstruhe Kuba „Komet“. Exponat im Technoseum, Mannheim

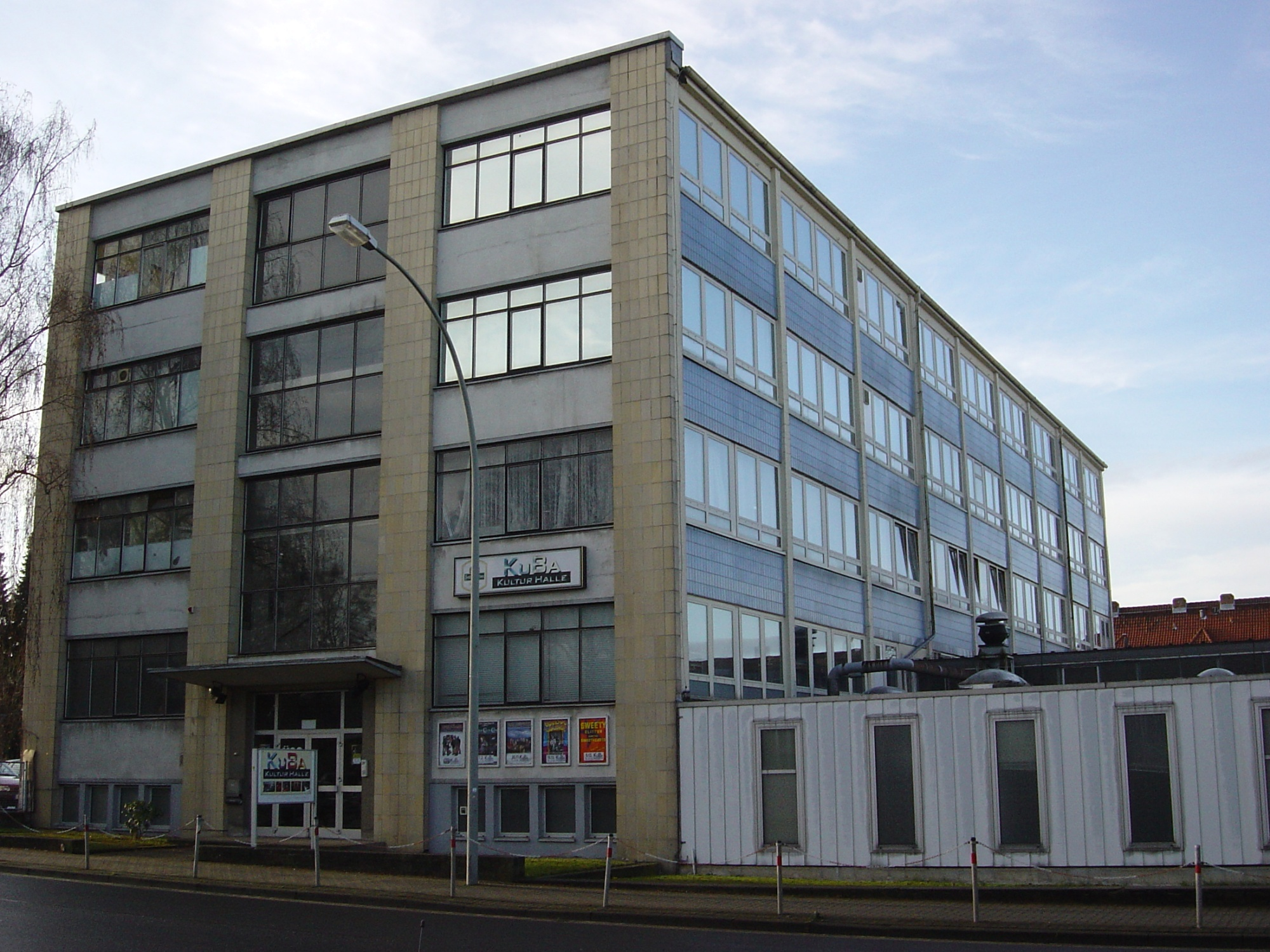
Ehemaliges Bürogebäude der Produktionsstätte; heute Kulturzentrum KuBa-Halle

Gerhard Kubetschek gründete im Jahre 1948 die Tonmöbelfirma Kuba, die schon 1949 einen Umsatz von einer Million Deutsche Mark (DM) verzeichnen konnte. Das Unternehmen wuchs in den Zeiten des Wirtschaftswunders schnell und hatte bereits 1950 über 100 Mitarbeiter und 12 unterschiedliche Produkte in seinem Lieferprogramm. Anfangs fertigte Kuba nur die Gehäuse und verbaute die Radio- bzw. Fernsehchassis namhafter Firmen wie Graetz, Loewe-Opta, Nordmende, SABA und Telefunken, war aber später auch mit eigenen Entwicklungen am Markt vertreten. Die Plattenspieler lieferten Dual, Telefunken, Philips und andere Hersteller; alle Tonbandgeräte kamen von der AEG bzw. deren Tochterfirma Telefunken.
Die „Symphonie“, eine der ersten Kuba-Musiktruhen, war 1950 für knapp 1100 DM erhältlich, der Verkaufsschlager „Traviata“ kostete 1957 bereits 1248 DM, was inflationsbereinigt in heutiger Währung 3.690 € bzw. 3.640 € entspricht.
Mit einem Exportanteil von 15 % der in Wolfenbüttel produzierten Waren hatte Kuba einen Anteil von über 80 % am deutschen Tonmöbel-Exportmarkt des Jahres 1953.
Nach mehreren erfolgreichen Jahren hatte Kuba drei Produktionsstandorte in Wolfenbüttel und Braunschweig. Ein viertes Werk folgte 1958 in Osterode am Harz mit der Übernahme der dort ansässigen und bekannten Continental Rundfunk GmbH, die Rundfunkgeräte unter der Marke „Imperial“ herstellte. Fortan firmierte die Unternehmensgruppe unter Imperial Rundfunk und Fernsehwerk GmbH. Mit der Übernahme von Continental erwarb Kuba das nötige Know-how für die eigene Entwicklung und Produktion von Rundfunk- und Fernsehgeräten. Ein weiterer Schritt in die Unabhängigkeit von Zulieferern war der Kauf eines Holzverarbeitungswerks.
Das bis heute in Fachkreisen bekannteste Kuba-Tonmöbel ist die 1958 auf der Funkausstellung vorgestellte Kombinationstruhe „Komet“, die in einem avantgardistisch gestalteten Gehäuse Fernsehgerät, Radio, Plattenspieler und Lautsprecher vereinte. Das ausladende Oberteil mit dem eingebauten Fernseher konnte manuell gedreht werden. Gegen Aufpreis war ein Telefunken-Magnetophon eingebaut. Die 900 mal gebaute, gut 200 kg schwere Truhe kostete bis zu 3498 DM, was einer heutigen Kaufkraft von 9.900 € entspricht.
Damit lag die Kuba-„Komet“ allerdings noch deutlich unter der konservativ gestalteten Truhe „Königin von SABA“, die ab 1956 mit Tonbandgerät für 4895 DM (inflationsbereinigt in heutiger Währung 14.540 €) erhältlich war.
Nachdem Radios, Kofferradios, Fernseher, Plattenspieler, Steuergeräte und Lautsprecher zunächst für den Einbau in die eigenen Tonmöbel hergestellt worden waren, produzierte Kuba zunehmend auch für andere Abnehmer.
Der tragbare Kuba-Imperial „Astronaut“ mit 41-cm-Bildröhre kam 1963 auf den Markt und war der erste volltransistorisierte (Solid State) Fernsehempfänger aus deutscher Fertigung. Er konnte auch an der 12 Volt-Autobatterie betrieben werden und kostete 1482 DM (heute 3.800 €).
Das Unternehmen beschäftigte 1966, fast zwei Jahrzehnte nach der Gründung, zusammen über 4000 Menschen in seinen Standorten. Kuba war zu dieser Zeit der drittgrößte Hersteller von Radios und Fernsehern in Deutschland und hatte einen Jahresumsatz von ca. 220 Millionen DM.
Im Juli 1966 verkaufte Kubetschek das Unternehmen für 80 Millionen DM an den amerikanischen Mischkonzern General Electric. Er war noch acht Monate Geschäftsführer und danach Vorstandsmitglied. Zur Einführung des Farbfernsehens 1967 hieß das Unternehmen Kuba-Imperial. Das im gleichen Jahr präsentierte Farb-Portable Kuba „Porta Color“ war der erste tragbare Farbfernseher auf dem deutschen Markt. 1968 kostete das Gerät mit 28-cm-Bildröhre von General Electric 998 DM (heute 2.270 €).
General Electric stellte 1968 die Fertigung im Werk Osterode ein und kurz darauf kaufte der AEG-Telefunken-Konzern die Firma Kuba-Imperial. Von 1970 bis zur Auflösung im Jahre 1972 firmierte das Unternehmen unter dem Namen Imperial Radio Fernsehen Phono. Die 1972 gegründete hannoversche AEG-Telefunken-Tochterfirma Telefunken Rundfunk und Fernseh GmbH produzierte später im früheren Kuba-Werk Osterode u. a. VHS-Videorekorder und in Wolfenbüttel „ELA“-Technik (elektroakustische Anlagen).
Die ehemaligen Produktionsgebäude in der Lindener Straße in Wolfenbüttel existieren noch immer und werden von kleineren Betrieben und für kulturelle Veranstaltungen genutzt. Das Kuba-Museum in der vierten Etage erinnerte bis 2024 an das Wirken von Kubetschek und die Geschichte seines Unternehmens.